# Stromata
O Stromata é o terceiro trabalho na trilogia de Clemente de Alexandria sobre a vida cristã (os outros são Protrepticus e Paedagogus). Ele chamou este de Stromateis ("Miscelâneas") por lidar com uma variedade de assuntos. 

## Conteúdo
Stromata avança mais do que os predecessores e persegue a perfeição da vida cristã pela iniciação no conhecimento. Ele tenta, com base nas Escrituras e na tradição, dar um relato tal da fé cristã que possa responder à todas as demandas de homens letrados e conduzir os estudantes às realidades mais internas da fé.
Clemente pretendia escrever apenas um livro sobre o assunto, mas pelo menos sete foram escritos sem que ele tenha conseguido tratar todos os assuntos propostos. A ausência de certas coisas definitivamente propostas levou alguns estudiosos a se questionarem se não haveria um oitavo livro, como pode parecer pelo relato em História Eclesiástica, de Eusébio de Cesareia e as citações no Florilegia. Diversas tentativas foram feitas para identificá-lo em seus tratados curtos ou fragmentários.
De qualquer maneira, a "seleção" e os"trechos", que, agregados a uma parte de um tratado sobre o método lógico, foram chamados de "oitavo livro" num único manuscrito do Stromata do século XI dC, não são também parte do Hypotyposeis, que sabe-se que Clemente escreveu. Esta obra - que sobreviveu apenas por fragmentos - era um breve comentário em passagens selecionadas cobrindo a Bíblia, como aparece nos fragmentos preservados por Ecumênio e numa versão latina do comentário sobre as Epístolas Católicas feito a pedido de Cassiodoro.